# Gilbert Gill
Der Gilbert Gill ist ein Wasserlauf in Dumfries and Galloway, Schottland. Er entsteht südlich des Peat Rig und fließt in westlicher Richtung bis zu seiner Mündung in das Stennies Water.